# Claude Debussy
Claude Debussy, né le 22 août 1862 à Saint-Germain-en-Laye et mort le 25 mars 1918 à Paris 16e, est un compositeur français.
En posant en 1894 avec Prélude à l'Après-midi d'un faune le premier jalon de la musique moderne, Debussy place d’emblée son œuvre sous le sceau de l’avant-garde musicale. Il est brièvement wagnérien en 1889, puis anticonformiste le reste de sa vie, en rejetant tous les académismes esthétiques. Avec La Mer, il renouvelle la forme symphonique ; avec Jeux, il inscrit la musique pour ballet dans un modernisme prophétique ; avec Pelléas et Mélisande, l’opéra français sort des ornières de la tradition du drame lyrique, tandis qu’il confère à la musique de chambre, avec son quatuor à cordes, des accents impressionnistes inspirés.
Une part importante de son œuvre est pour le piano (la plus vaste de la musique française avec celle de Gabriel Fauré) et utilise une palette sonore particulièrement riche et évocatrice.
Claude Debussy laisse l’image d’un créateur original et profond d’une musique où souffle le vent de la liberté. Son impact sera décisif dans l’histoire de la musique. Pour André Boucourechliev, il incarnerait la véritable révolution musicale du vingtième siècle.

## Biographie

### Enfance

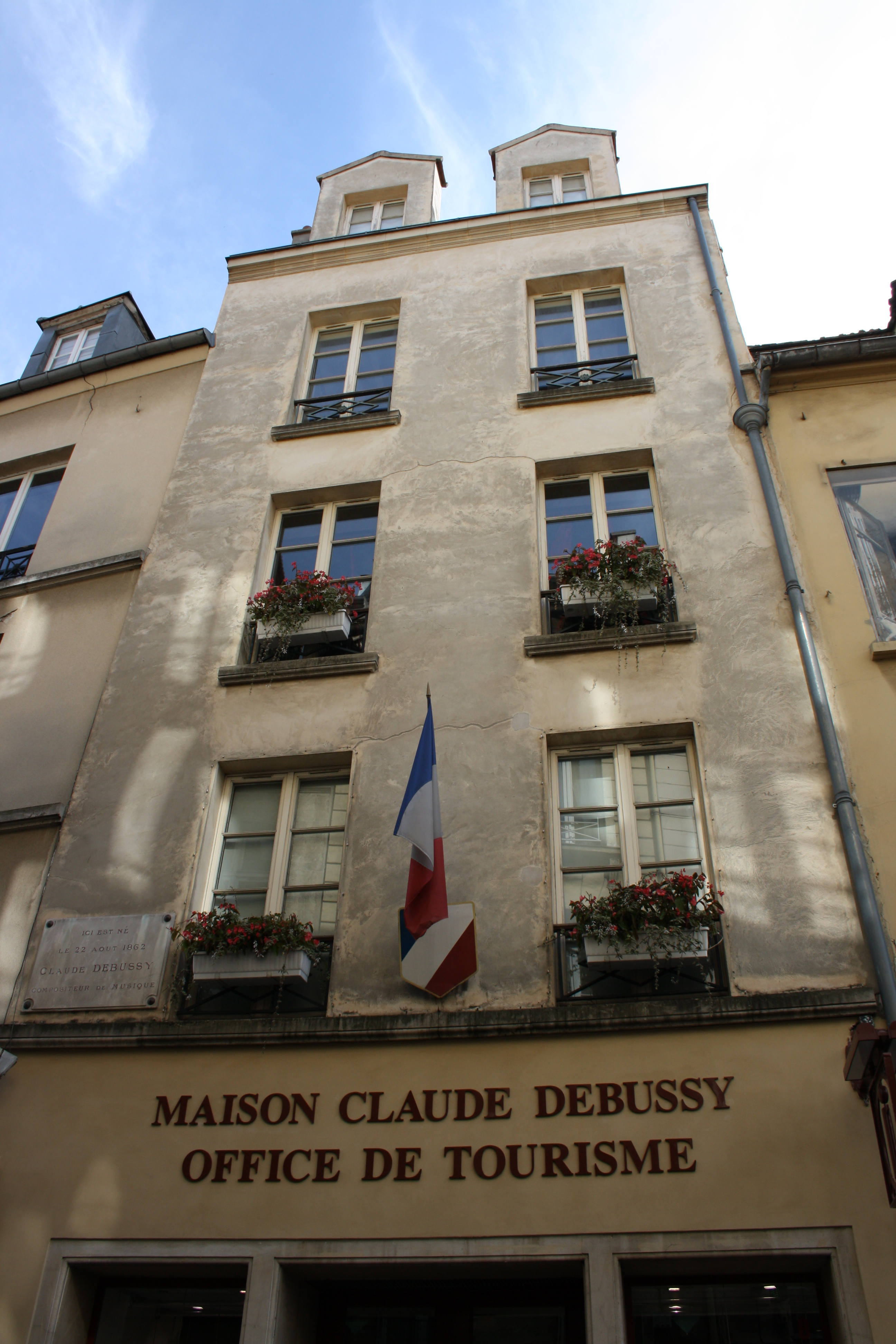
Maison natale datée du XVII, devenue Office de tourisme au rez-de-chaussée et Musée Claude Debussy à l’étage (Saint-Germain-en-Laye).

Achille-Claude Debussy naît dans la maison familiale au no 38, rue au Pain à Saint-Germain-en-Laye, le 22 août 1862. Ses parents, Manuel-Achille, un ancien militaire, et Victorine Manoury, sont vendeurs de céramiques et de poteries (« marchands faïenciers »). Onze mois plus tard, le 23 juillet 1863, sa sœur Adèle vient au monde, également au 38, rue au Pain. Claude Debussy est baptisé le 31 juillet 1864 en l’église Saint-Germain ; son parrain est le banquier Achille Arosa, sa marraine est Clémentine Debussy, tante de Claude et maîtresse d’Arosa, qui signe le registre du nom d’Octavie de la Ferronière afin de rendre sa liaison plus discrète.
Les Debussy quittent leur boutique de Saint-Germain-en-Laye vers la fin de 1864, faute de rentabilité. Ils passent un moment à Clichy chez la grand-mère maternelle d’Achille-Claude, Edme Manoury, avant de revenir s’installer à Paris même, en septembre 1867, au 11, rue de Vintimille, où naît le troisième enfant de la famille, Emmanuel, le 19 septembre 1867,. Le père Debussy travailla d’abord comme courtier en ustensiles de ménage avant d’entrer en 1868 à l’imprimerie Paul Dupont, ce qui lui permit de déménager à nouveau avec sa femme et ses enfants, cette fois au 69, rue Saint-Honoré.
Au début de l’année 1870, Achille-Claude part avec sa mère enceinte, son frère et sa sœur chez Clémentine Debussy (sa tante paternelle et également sa marraine), à Cannes, où naît le quatrième enfant de la famille, Alfred, le 16 février 1870,. Le père reste à Paris, où la guerre éclate en juillet. L’imprimerie Dupont licencie son personnel le 15 novembre, et Manuel-Achille se retrouve sans emploi, avant d’accepter un poste au service des vivres de la mairie du 1er arrondissement, un des futurs foyers de la Commune.
Pendant ce temps, c’est sans doute à Cannes que le jeune Achille-Claude pénètre pour la première fois dans l’univers musical. Sa tante Clémentine aurait décelé en lui des dispositions musicales, et lui aurait déniché son premier professeur de piano, un modeste violoniste italien de quarante-deux ans habitant Cannes, Jean Cerutti. Ce dernier n’aurait rien remarqué de particulier chez Achille-Claude. À Paris, l’insurrection de la Commune éclate ; Manuel-Achille s’engage dans la garde nationale, où, promu, après maintes péripéties, capitaine puis se retrouvant à la tête d’un bataillon, il est arrêté, puis libéré deux jours plus tard, et emprisonné à nouveau, le 22 mai, par les troupes de Mac-Mahon. Il se trouve interné avec d’autres communards dans le camp de Satory, et doit subir plusieurs interrogatoires suivis d’un procès pour lequel son jugement par le Conseil de guerre est sans appel : quatre ans de prison. Après une année d’incarcération, la peine est commuée en quatre ans de suspension des droits civiques et familiaux. Le reste de la famille, demeuré à Cannes pendant ces événements, rentre à Paris, où Victorine Debussy et ses quatre enfants louent un petit deux-pièces rue Pigalle.
Manuel-Achille rencontre dans les prisons communardes un autre prisonnier, Charles de Sivry, musicien autodidacte (il était notamment chef d’orchestre), et beau-frère de Paul Verlaine. Les deux hommes se lient d’amitié et échangent leurs soucis. Manuel-Achille touche sans doute quelques mots à Sivry de son fils Achille-Claude et de ses facilités musicales, si bien que Sivry propose de confier le jeune Debussy à sa mère, Madame Antoinette-Flore Mauté de Fleurville. Cette dernière, qui avait alors quarante-huit ans, est une excellente pianiste, elle avait même reçu quelques leçons de Frédéric Chopin. Achille-Claude devint ainsi l’élève de Madame Mauté, mais l’on ne sait si les cours débutèrent avant ou après la libération de Sivry du camp de Satory (Sivry fut libéré rapidement, bénéficiant d’un non-lieu). Madame Mauté prenait ces leçons très à cœur, et elle fut convaincue des talents de Debussy, ce dernier progressant de manière significative. Debussy lui-même en gardera un bon souvenir, affirmant plus tard : « Ma vieille maîtresse de piano, petite femme grosse, qui m’a précipité dans le Bach et qui en jouait comme jamais maintenant, y mettant de la vie. ». La fille de Madame Mauté, Mathilde, est l’épouse de Paul Verlaine avec qui elle s’installe rue Nicolet, au côté des Mauté, non loin de la rue Pigalle où logent les Debussy.
Les leçons de Madame Mauté furent d’une telle qualité qu’après une année, le jeune Achille-Claude, âgé de dix ans, put envisager l’entrée au Conservatoire de Paris, lui qui ne fréquentait aucune école (contrairement à ses frères et sœurs) et qui apprit à lire, à écrire et à compter avec sa mère. Madame Mauté l’encourage dans cette voie et conseille à ses parents de lui faire tenter le concours d’entrée. Pour cela, il lui faut une relation pouvant appuyer sa candidature. Le père, Manuel-Achille, parvient à joindre le compositeur Félicien David, membre des comités d’examens de chant, d’orgue et de déclamation lyrique. Celui-ci accepte de parrainer le jeune Debussy, et envoie le billet suivant au secrétaire du Conservatoire, Émile Réty :

« Cher Monsieur Réty, je vous adresse un enfant que son père désirerait faire entrer dans une classe de piano. L’enfant a un bon commencement. Voyez par vous-même, si vous pouvez l’admettre, vous me feriez plaisir. Bien à vous, Félicien David,. »

Ainsi, Claude Debussy est admis au Conservatoire le 22 octobre 1872 ; sur les cent cinquante-sept candidats, seuls trente-trois avaient été retenus.

### Années d’apprentissage

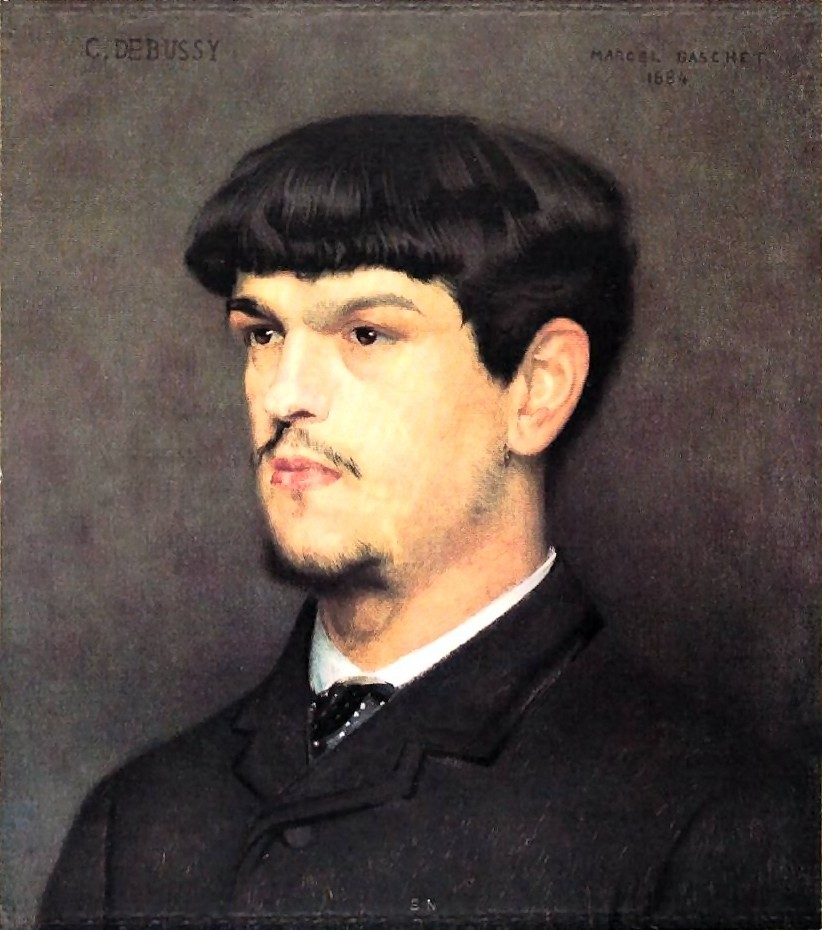
Portrait par Marcel Baschet (1884).

Debussy a passé plus de dix ans au Conservatoire de Paris. Lors de son entrée, cela ne faisait qu’un an qu’Ambroise Thomas en était le directeur. Il fut inscrit dans la classe de piano d’Antoine Marmontel le 25 octobre et le 7 novembre 1872 dans la classe de solfège d’Albert Lavignac.

#### Avant 1879
Tout le monde s’accorde à dire que Debussy était un élève dissipé, arrivant souvent en retard, et subissant en cela le courroux de sa mère, très sévère sur ce point. Cela ne changea pas grand-chose. Debussy était aussi vu par ses professeurs comme un enfant intelligent et plutôt talentueux. À propos d’une toccata de Bach jouée par Debussy en janvier 1873 chez Marmontel, Alphonse Duvernoy écrira : « Joli son. »,. À Marmontel d’ajouter un an plus tard dans un jugement d’ensemble : « Charmant enfant, véritable tempérament d’artiste ; deviendra un musicien distingué ; beaucoup d'avenir »,. En revanche, dans la classe de Lavignac, Debussy fut jugé très en retard sur la théorie. Il ne tarda cependant pas à s’améliorer, si bien que Marmontel écrira en juin 1874 : « Très bien : lecture, dictée et théorie »,. Ces progrès, aussi bien en piano qu’en théorie, l’amenèrent tout naturellement à concourir ; il obtint un 2e accessit de piano (après l’interprétation du Concerto no 2 en fa mineur de Chopin) et la 3e médaille de solfège. Ses parents étaient présents lors de la remise des prix, et furent très fiers de lui. Son père était sorti de prison depuis presque deux ans, et avait retrouvé un emploi comme auxiliaire aux écritures à la compagnie Fives-Lille ; toute la famille avait déménagé au 13, rue Clapeyron.
En 1875, Debussy était, à treize ans, le plus jeune élève de la classe de Lavignac, qui se montrait satisfait, ayant cependant toujours quelques réserves sur les principes théoriques. En piano, Marmontel était, quant à lui, tout à fait enthousiaste au sujet de son élève. Lors de nouvelles épreuves, Debussy obtint cette fois la 2e médaille en solfège. En piano, il partagea les premiers accessits avec deux autres candidats, il n’y eut pas de premier prix, mais deux seconds (l’épreuve comptait en tout quatorze candidats et comportait notamment la première Ballade de Chopin). Un critique de L'Art musical, présent ce jour-là, écrivit sur Debussy qu’il était « un enfant de douze ans et virtuose de premier ordre dans l’avenir »,. D’ailleurs, du point de vue de Satie, personne n’a jamais mieux joué Chopin que Debussy.
Cependant, 1876 fut pour Debussy une année qui, d’un point de vue scolaire, ne tint pas ses promesses. Changement qui, selon certains, est à mettre au compte de l’adolescence. Cela n’empêcha pas Marmontel d’envoyer Debussy comme accompagnateur d’une élève de classe de chant, Léontine Mendès, lors d’un concert en province (à Chauny, dans l’Aisne). Ce concert-spectacle organisé par la fanfare des manufactures de glaces se tint le 16 janvier 1876. C’était la première prestation publique de Debussy hors conservatoire, il y accompagna Léontine sur un air de La Juive d’Halévy, ainsi que sur un air de Mignon d’Ambroise Thomas. Il interpréta également une Fantaisie pour violoncelle et piano de Donizetti en compagnie du violoncelliste Samary, suivi, entre autres, d’un Trio pour piano, violon et violoncelle de Haydn. C’était sans compter qu’après le concert, il fut encore sollicité pour tenir le piano dans une opérette d’Offenbach donnée par la troupe de théâtre locale. La presse locale également fut enthousiaste à son égard, « […] De Bussy (sic) qui porte un si grand courage dans un si petit corps. Quelle verve ! Quel entrain ! […] Qu’on ne vienne plus dire que le piano est un instrument froid, […] il n’a pas quatorze ans ! […] », et, dans La Défense Nationale, le critique écrit « M. de Bussy […] est un tout jeune pianiste qui possède son art à un degré fort remarquable »,.
À la suite de cette prestation remarquée, Debussy fut appelé à donner un concert à Chauny le 18 mars 1876, organisé par la Musique municipale. Les professeurs du conservatoire se montraient moins enthousiastes. Marmontel écrit dans une note du 22 juin 1876 : « Ne tient pas du tout ce que j'espérais ; étourdi, inexact, il pourrait faire beaucoup mieux ». Lavignac est plus complaisant (9 juin 1876) : « parfait pour la lecture et la dictée ; encore étourdi pour la théorie, bien qu’il la comprenne fort bien ». Comme un fait exprès, ces deux tendances se vérifièrent dans leurs épreuves respectives. En solfège, ce fut la consécration, Debussy obtint la première médaille avec deux autres candidats ; mais, en piano, aucune récompense. Il faut dire que l’œuvre imposée n’aidait pas vraiment, l’allegro op. 111 de Beethoven, qu’un critique de l’Art musical commente « morceau très sévère et absolument dénué de toute espèce de charme ». Ceci explique pour certains que Debussy ait par la suite gardé ses distances avec les œuvres de Beethoven. Dans le jury, on peut noter la présence entre autres de Saint-Saëns et Massenet. En ce qui concerne la technique pianistique de Debussy, ses camarades l’ont toujours considérée comme peu académique. Comme le décrit Gabriel Pierné, un de ses camarades de classe : « il nous étonnait par son jeu bizarre. Maladresse naturelle ou timidité, je ne sais, mais il fonçait littéralement sur le clavier et forçait tous les effets. Il semblait pris de rage contre l’instrument, le brusquant avec des gestes impulsifs, soufflant bruyamment en exécutant des traits difficiles. ». Opinion contrastant avec celle de ses professeurs ; hormis le « joli son » (cité précédemment) accordé par Duvernoy, celui-ci ajoute : « jeu intelligent », en nuançant toutefois : « joue trop vite », « se presse trop »,. Néanmoins, Pierné reconnaît que « ces défauts allaient s’atténuer et il obtenait par moments des effets de douceur moelleuse étonnante ».
De manière générale, l’année 1876-1877 est beaucoup plus encourageante que la précédente sur le plan scolaire. Marmontel trouve que Debussy a renoncé à son « étourderie » et a repris « goût au travail ». Ce que Manuel et Victorine Debussy prennent comme un soulagement (ils sont encore sous le coup de la perte de leur dernier enfant, Eugène, né en 1873 et mort en 1877 d’une méningite). Au concours de cette année, organisé à huis clos, on retrouve le premier mouvement de la sonate en sol mineur de Schumann, que vingt-et-un candidats furent tenus d’exécuter. Debussy s’en sort avec le second prix, ce qui est une réussite (il y eut deux seconds prix, et trois premiers, dont l’un alla à José Jimenez, un natif de Trinidad). Durant l’année 1877-1878, Debussy, qui a seize ans, fait son entrée dans la classe d’harmonie d’Émile Durand (le 27 novembre 1877 précisément).
L’harmonie enseignée au Conservatoire était une discipline que Debussy trouvait pratiquement sans intérêt. Il la considérait comme futile et n’y attachait pas beaucoup de crédit. Comme il le rapporte lui-même plus tard : « Je vous assure que dans la classe d’harmonie, je ne faisais pas grand-chose » ; ou encore : « L’étude de l’harmonie telle qu’on la pratique à l’école est bien la façon la plus solennellement ridicule d’assembler les sons. Elle a, de plus, le grave défaut d’unifier l’écriture à un tel point que tous les musiciens, à quelques exceptions près, harmonisent de la même manière »,.
Pour appuyer cette hypothèse, on pourrait citer une note de François Lesure dans sa biographie sur Claude Debussy : « Sur une petite feuille que je possède, Debussy a noté, sans doute à l’époque où il fut nommé au Conseil supérieur du Conservatoire : « réduire les études d’harmonie à une année ». Néanmoins il avait des rapports très corrects avec Émile Durand, et tous deux s’appréciaient mutuellement. Ainsi il arrivait parfois à Durand de retenir Achille-Claude après la classe et de jeter un œil sur le papier réglé de l’élève. Il y apportait des rectifications, émettait des critiques avant d’ajouter un sourire énigmatique aux lèvres : « Évidemment, tout cela n’est guère orthodoxe, mais c’est bien ingénieux ». Debussy ne reçut cependant aucune récompense en harmonie durant sa première année dans cette classe. Ce qui apparaît logique au vu des témoignages de ses camarades. Ainsi Paul Vidal déclara : « Au lieu de trouver les réalisations harmoniques attendues du professeur, il dépassait toujours le but, inventait des solutions ingénieuses, élégantes, charmantes, mais nullement scolaires, et Émile Durand, qui était un bon professeur, mais dépourvu de souplesse, lui en faisait âprement le reproche », ce qui coïncide avec les souvenirs de Raymond Bonheur : « Qu’il s’agisse d’un chant ou d’une basse donnée, il était rare qu’il n’en apportât une réalisation ingénieuse et n’en relevât l’ordinaire banalité d’une harmonie subtile et inattendue ». Au traditionnel concours de piano annuel, avec au programme l’allegro de la sonate op. 39 de Weber, Debussy fit vache maigre et repartit sans aucun prix. Cette désillusion annonce l’année 1878-1879 suivante comme étant la pire de ses années passées au Conservatoire, bien que ses notes chez Marmontel fussent positives.
La plupart de ses camarades le devançaient, étant plus appliqués et rigoureux dans le travail et récoltant de nombreux prix. Il n’en eut aucun cette année-là, même au concours de piano, où pourtant il interpréta Chopin (Allegro de concert, op. 46), compositeur lui seyant normalement parfaitement. L’atmosphère familiale devint tendue. Heureusement Marmontel sut lui trouver une distraction qui tombait à point nommé.
Il l’envoya au château de Chenonceau chez la richissime Marguerite Wilson, épouse Pelouze – son frère Daniel, député d'Indre-et-Loire, fut le gendre de Jules Grévy – qui avait pour habitude de recevoir des pianistes afin d’animer ses soirées. De réputation excentrique, elle était une grande admiratrice de Wagner. Elle tenait aussi en haute estime Gustave Flaubert (qu’elle avait d’ailleurs invité l’été précédant la venue de Debussy) et la peinture italienne. On imagine l’impression laissée au Debussy de dix-huit ans par ce gigantesque château, lui qui débarquait de son deux pièces familial. Il semble qu’il ait surtout eu à jouer de la musique de chambre, mais il a surtout dû s’imprégner de musique wagnérienne par l’entremise de la maîtresse de maison, et son premier contact concret et enthousiaste avec le compositeur de Bayreuth date probablement de cette époque (bien qu’il en ait tout naturellement eu vent, ne serait-ce qu’au Conservatoire).

#### Rencontre avec Nadejda von Meck
Les premières compositions de Claude Debussy datent aussi probablement de l’année 1879, bien qu’il n’y ait aucun manuscrit musical de sa main daté d’avant 1880. Même si comme tout musicien, il a sans doute esquissé quelques pièces au piano dès ses débuts musicaux, les premières compositions abouties sont sûrement celles de 1879 — c’est la date qu’indique Paul Vidal dans ses souvenirs en parlant de mélodies que Debussy aurait composées notamment à partir de textes de Musset. La plupart sont perdues, mais certaines ont été retrouvées, comme Madrid. Toujours selon Vidal, il arrivait à Debussy de lui chanter ainsi qu’à d’autres camarades ses mélodies, reçues avec enthousiasme. Entre-temps, Debussy avait quitté Chenonceaux, était rentré à Paris et entamait en 1880 sa septième année de Conservatoire. Les échecs de l’année précédente ne l’avaient pas incité à s’inscrire tout de suite dans la classe de composition. De ce fait il s’est dirigé vers la classe d’accompagnement au piano (créée un an auparavant) sous la tutelle d’Auguste Bazille, organiste et ancien chef de chant à l’Opéra-Comique. C’est dans cette classe que Debussy obtiendra le seul premier prix de ces 10 ans de conservatoire. Bazille disait de son élève : « Grande facilité, bon lecteur, très bons doigts (pourrait travailler davantage) ; bon harmoniste, un peu fantaisiste, beaucoup d’initiative et de verve ». Debussy par ailleurs continuait à étudier l’harmonie chez Émile Durand et lors d’une épreuve, la réalisation de la « basse donnée », le jury souligna une demi-douzaine de fautes de quintes ou d’octaves. Son nom fut rayé de la classe et il ne fut même pas classé.
Pour occulter cet échec, Marmontel lui trouva de nouveau une occupation déterminante ; en effet, une dame russe vint chercher au Conservatoire un pianiste pour faire de la musique durant l’été, et Marmontel désigna Achille-Claude. La dame en question n’était autre que Nadejda von Meck, veuve richissime dans la cinquantaine et mère de cinq garçons et six filles. Grande voyageuse, elle avait connu les Rubinstein et Liszt, mais c’est surtout son amitié épistolaire pour Tchaïkovski qui la rendit célèbre. Chaque été elle se fixait un lieu de résidence précis, et le 20 juillet 1880 c’est en Suisse à Interlaken, dans les montagnes, que Debussy âgé de 17 ans, la rejoignit, elle et ses enfants. Ensemble, ils jouèrent beaucoup d’œuvres de Tchaïkovski, dont des transcriptions pour piano à quatre mains. Nadejda von Meck trouvait que Debussy avait une brillante technique, mais était un peu dépourvu de sensibilité.
Quelque temps plus tard, ils changèrent de lieu et s’installèrent à Arcachon. Dans ses correspondances de cette époque avec Tchaïkovski, Nadejda von Meck fait à plusieurs reprises mention de Debussy. À propos d’une séance de déchiffrage au piano de la 4e Symphonie de Tchaïkovski, elle écrit à ce dernier : « Mon partenaire [Debussy] ne la joua pas bien, quoiqu’il l’ait merveilleusement déchiffrée. C’est son seul mérite, mais c’est une qualité fort importante. Il déchiffre une partition, même la vôtre, à livre ouvert. Il a un autre mérite, c’est d’être ravi par votre musique… ». On peut s’interroger sur la vraisemblance de cette dernière affirmation. Peut-être Debussy appréciait-il la musique de Tchaïkovski à cette époque. Toujours est-il que des années plus tard, le 15 mars 1903, lors d’un concert de l’orchestre Colonne, il dira, à l’écoute de la Sérénade mélancolique pour violon de ce même Tchaïkovski ainsi que d’un concerto de Brahms, que ce sont des « rocailleries ennuyeuses ». D’un autre côté, toujours dans la même lettre de Nadejda von Meck à Tchaïkovski, celle-ci rapporte au sujet d’une fugue de ce dernier que Debussy aurait interprétée en sa compagnie « Il [Debussy] fut charmé par la fugue, affirmant : dans les fugues modernes, je n’ai jamais rien vu de si beau. M. Massenet ne pourrait jamais rien faire de pareil ». Il se peut donc tout à fait que Debussy ait apprécié Tchaïkovski un temps avant de le désavouer par la suite, comme ce fut le cas pour Wagner.
La famille von Meck se lassa d'Arcachon et partit à nouveau pour un long périple, passant par Paris, Nice, Gênes, Naples, avec Debussy « dans ses bagages », avant de s’arrêter finalement le 19 septembre 1880 à Florence, à la villa Oppenheim. C’est là que Debussy exposa ses premières compositions, dont une Danse bohémienne pour piano que Nadejda von Meck envoya à Tchaïkovski. Celui-ci dira de cette composition de jeunesse que « C’est une gentille chose, mais tellement courte, avec des thèmes qui n’aboutissent pas et une forme chiffonnée qui manque d’unité ». À Florence, Debussy composera également un Trio en sol majeur et réalisera une réduction pour piano à quatre mains de trois danses du Lac des cygnes à la suite d’une demande de Nadejda von Meck. Cette réduction sera publiée par l’éditeur Jurgenson avec cette note de Mme von Meck à l’éditeur : « Je vous demande de ne pas indiquer le nom de M. de Bussy, car si J. Massenet en avait vent mon jeune homme se ferait gronder ». Elle a une réelle affection pour Debussy et c'est en pleurant qu’il quitte les von Meck (surtout l'une des filles, Sonia, pour laquelle il fit sa demande que von Meck refusa avec tact) pour rentrer à Paris en novembre 1880.

#### Après 1880
À son retour, il finit par s’inscrire dans une classe de composition. La logique aurait voulu qu’il choisît celle de Massenet, qui avait très bonne réputation. D’autant que Debussy avait déclaré à Nadejda von Meck qu’il était déjà l’élève de Massenet. Mais il fut orienté vers celle d’Ernest Guiraud, fraîchement nommé. La classe de ce dernier ne comptait que trois élèves, Debussy compris. C’est aussi en cette année 1880-1881 que Debussy entra dans la classe d’orgue de César Franck, apparemment en tant qu’élève libre, classe qu’il ne fréquentera que quelques mois. Il débuta également comme professeur particulier en donnant des leçons à un élève de 10 ans qu’Albert Lavignac (professeur de solfège) lui confia, Georges Cuignache. Ayant besoin de revenus plus stables, il se fit embaucher comme accompagnateur pour le cours de chant de Marie Moreau-Sainti, poste qu’il occupera pendant 4 ans tous les mardis et vendredis à 15 heures (rue Taitbout, puis rue Royale à l’École internationale de musique). Les cours de Mme Moreau-Sainti sont surtout fréquentés par des femmes du monde, et c’est là-bas que Debussy rencontra une femme mariée de 32 ans, mère de deux enfants, Marie Vasnier.
À 19 ans, Debussy s’éprit de cette femme et lui écrivit beaucoup de mélodies, sur des poèmes de Théophile Gautier, Leconte de Lisle et Théodore de Banville. Autant de mélodies qui sont surtout des preuves d’amour. Sur une des partitions, on peut trouver cette dédicace : « À Mme Vanier, ces mélodies, conçues en quelque sorte par votre souvenir, ne peuvent que vous appartenir, comme vous appartient l’auteur ». Cet amour naissant ne lui enleva pas pour autant l’envie de passer un été loin de Paris. Confiant son élève Cuignache à l’un de ses camarades, et les cours de chants étant en congé, il écrivit à Nadejda Von Meck pour de nouveau passer un séjour avec elle et sa famille. Celle-ci ne refusa pas et c’est ainsi que cette fois Debussy les rejoignit directement à Moscou. Ce fut l’occasion pour lui de découvrir la Russie pour la première fois. Il y passa deux mois avant de se rendre avec les von Meck à Florence en passant par Vienne, Rome, Trieste et Venise, en voyageant notamment dans des wagons-salons de luxe.
Il rentra à Paris dans les premiers jours de décembre 1881 et passa plus de temps chez les Vasnier qu’au Conservatoire. Quand la mère de Debussy apprit que celui-ci avait jeté son dévolu sur une femme mariée, elle fut consternée. La plupart de ses camarades étaient déjà au courant, et furent pour le moins admiratifs de l’audace de leur ami. Du reste, pour se faire pardonner son retour tardif, Debussy dédia son ouverture Diane pour piano à quatre mains à son professeur Émile Durand. Au même moment il accompagna au piano Marie Vasnier (Debussy, lui, l’écrivait « Vanier » sans « s » dans ses dédicaces) lors de nombreux concerts publics, et publia sa première œuvre Nuit d’étoiles (composée depuis deux ans déjà et dédiée à Mme Moreau-Sainti) chez Émile Bulla, petit éditeur catalan et relation de son père, à qui il vendit la partition pour 50 francs.
Les années de 1880 à 1882 ont été décisives pour Debussy. Malgré ses relatifs échecs scolaires, ses nombreux voyages avec les von Meck l’ont rempli d’expériences et d’assurance. De plus, il composait à ce moment avec facilité et nourrissait de sérieux espoirs de réussite. Preuve de cette confiance en lui, il imprima des cartes de visite à son nom « A. de Bussy ».

### Séjour à Rome

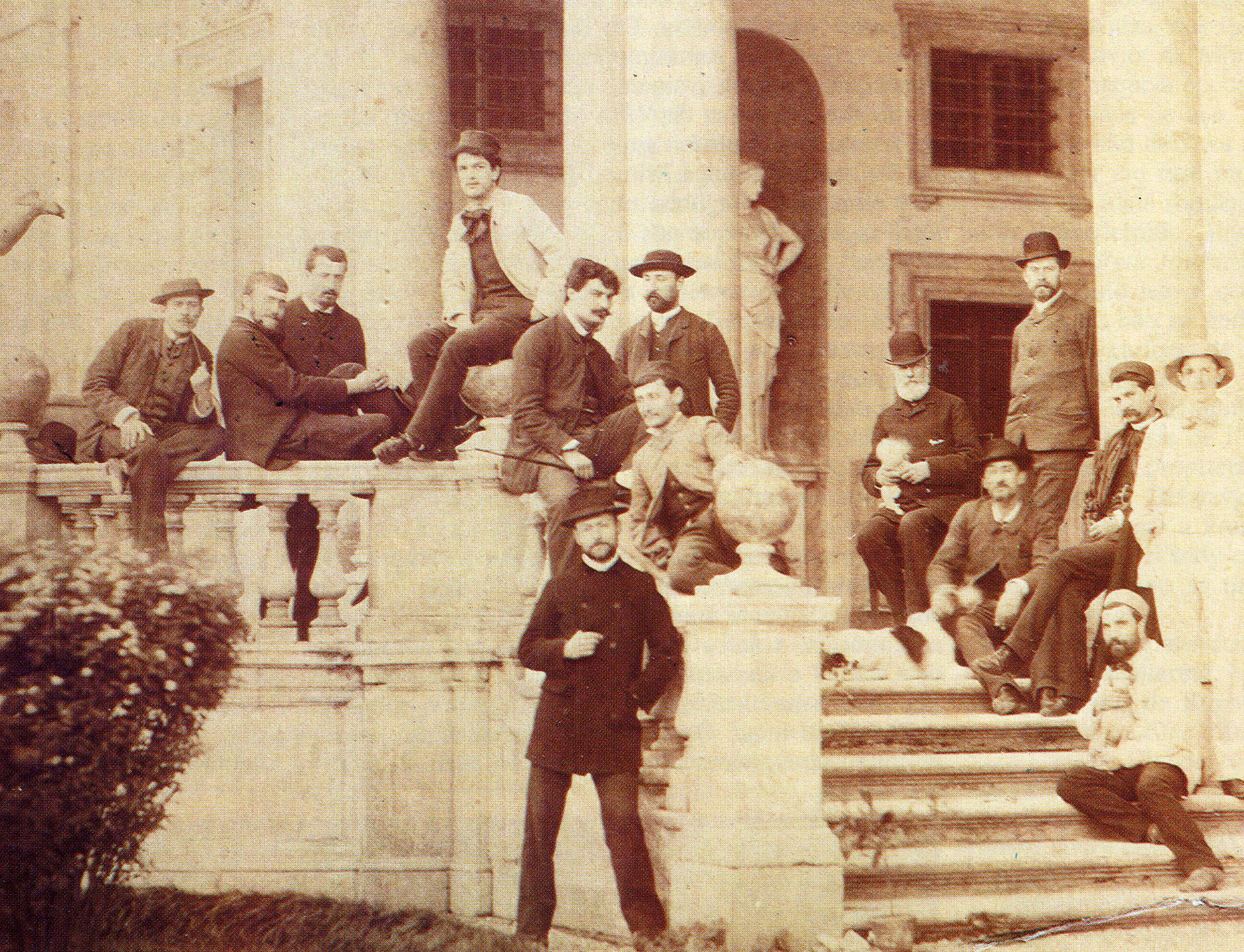
Debussy à la Villa Médicis à Rome en 1885. Le compositeur est en haut au centre, en veste blanche.

Il échoue au cap des éliminatoires du Prix de Rome en 1882, il obtient le second prix avec sa cantate Le Gladiateur en 1883. Pas encore en rupture d’académisme, le jeune musicien décroche le premier prix de Rome en 1884 avec sa cantate L’Enfant prodigue. Conformément au règlement, il obtient une bourse et un séjour de trois ans à la villa Médicis. Il part pour la « Ville Éternelle » en janvier 1885. Debussy y découvre la musique de Palestrina et les splendeurs de l’Italie mais reste hermétique au bel canto. Il rencontre plusieurs musiciens importants de l’époque, dont Verdi et Liszt. Il se lie d’amitié avec ses compagnons de l’Académie de France à Rome que sont l’architecte Gaston Redon (frère d’Odilon), le peintre Marcel Baschet (qui réalise à cette occasion le portrait de Debussy comme c’était la tradition pour les pensionnaires peintres) et le sculpteur Lombard.
Cependant, l’artiste vit mal cet exil et ne parvient qu’avec peine à composer quatre pièces : l’ode symphonique Zuleima (d’après un texte d’Heinrich Heine, sur un livret de Georges Boyer (1850-1931), la pièce orchestrale Printemps et la cantate La Damoiselle élue (1887-88, sur le poème La Damoiselle élue de Dante Gabriel Rossetti, traduit par G. Sarrazin). Ces œuvres envoyées au Conservatoire furent jugées, en particulier Zuleima, comme étant « bizarres, incompréhensibles et impossibles à exécuter ». Encore soumise à l’influence de César Franck, la quatrième pièce est une fantaisie pour piano et orchestre qui, par la suite, fut retirée de son catalogue par le compositeur.

### Retour en France

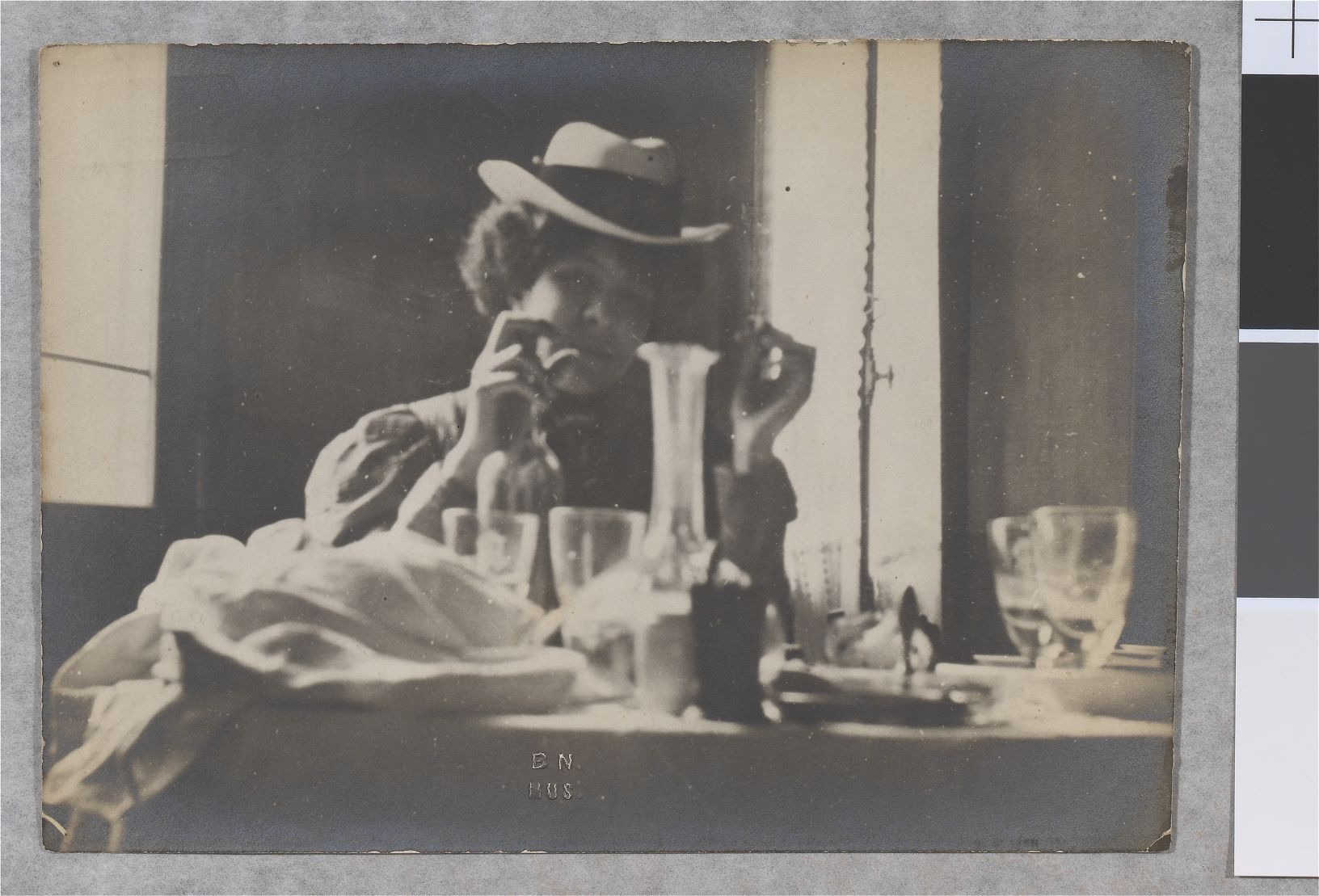
Gabrielle chez Pierre Louÿs

Au bout de deux ans, Debussy donne sa démission au Conservatoire et rentre en France. Il s’installe dans le quartier de Saint-Lazare et commence une relation avec Gabrielle Dupont (1866-1945), qu’il aime à appeler « Gaby aux yeux verts », la fille d’un apprêteur de tissus de Lisieux. Ils vivront ensemble pendant près de dix ans au 42 rue de Londres, Debussy choisissant la vie de bohème de 1884 à 1892. En février 1891 cependant, alors que la liaison avec Gaby suit son cours, le compositeur fait part dans une lettre à Robert Godet de la souffrance provoquée par une rupture. Certains ont proposé le nom de Camille Claudel, mais les principaux biographes avouent leur incapacité à nommer la personne dont Debussy écrit : « Ah ! je l'aimais vraiment bien, et avec d'autant plus d'ardeur triste que je sentais par des signes évidents que jamais, elle ne ferait certains pas qui engagent toute une âme et qu'elle se gardait inviolable à des enquêtes sur la solidité de son cœur ! ».
Vers 1887, Debussy fréquente les fameux mardis de Mallarmé et le salon de la famille de Léopold Stevens. En 1888, il se rend à Bayreuth où il assiste à plusieurs opéras de Richard Wagner : Die Meistersinger von Nürnberg (Les Maîtres Chanteurs de Nuremberg), Tristan und Isolde, Parsifal. Si ces œuvres provoquent chez lui un sentiment mitigé, elles le marqueront à jamais.
C’est, avant tout, l’exposition universelle de 1889, et sa découverte de rythmes et d’associations de sonorités « exotiques », plus spécifiquement celles du gamelan javanais, qui lui font forte impression, et influent profondément sur ses compositions à venir : gamme, « couleurs » sonores, ruptures rythmiques.

### Reconnaissance difficile

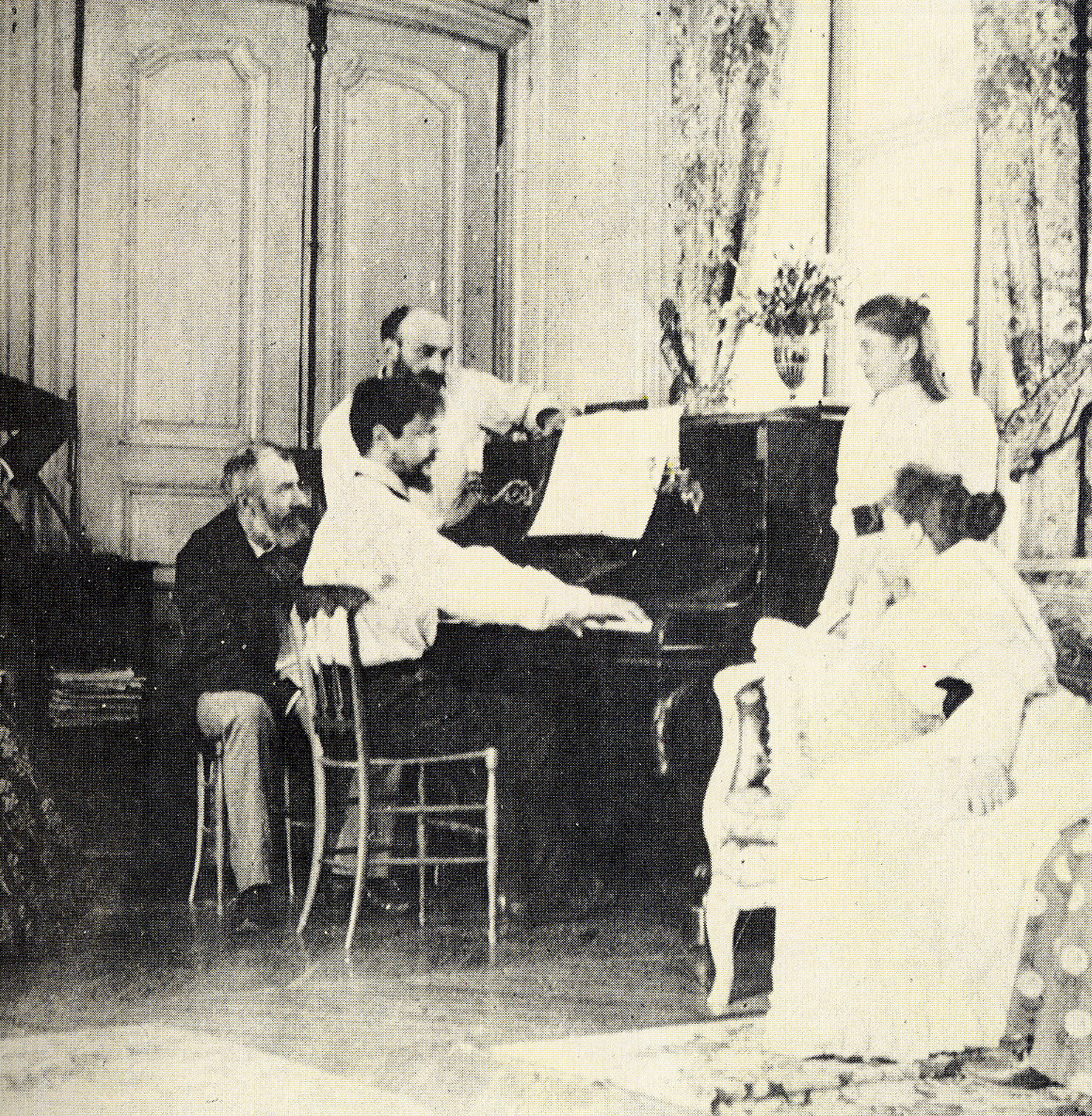
Claude Debussy au piano dans la propriété d’Ernest Chausson à Luzancy, août 1893. Paris, musée d’Orsay.

Arrive en 1890 la Suite bergamasque pour piano, son premier succès dû probablement à son inspiration verlainienne et à son influence fauréenne, suivi du quatuor à cordes, créé le 29 décembre 1893 à la Société nationale de musique par le quatuor Ysaÿe, puis du Prélude à l'Après-midi d'un faune pour orchestre, paraphrase d’un poème de Stéphane Mallarmé. La première à Paris, le 22 décembre 1894, fut mal exécutée et l’ouvrage s’attira les foudres d’une majeure partie de la critique, tout en faisant bonne impression auprès de certains cercles artistiques présents. Cette composition remporta un franc succès dans toute l’Europe.
Debussy s’attelle, dès 1894, à son unique opéra complet (sa première tentative, Rodrigue et Chimène, ne sera achevée qu’en 1993 par le compositeur russe Edison Denisov, et ses deux opéras en un acte d’après Edgar Allan Poe sont restés inachevés à ce jour[Quand ?]). En gestation depuis déjà dix longues années, Pelléas et Mélisande, mélange de poésie (sur un livret de Maeterlinck) et de musique. Sa réputation s’étant entre-temps considérablement accrue, il peut se permettre une grande première à l’Opéra-Comique de Paris le 30 avril 1902. Ce fut d’abord un échec désastreux, car la musique singulière, la prosodie et le rythme extrêmement lent de l’opéra déconcertèrent le public et une partie de la critique. Heureusement, quelques représentations plus tard, ce fut un triomphe qui lui permit de ne plus se soucier de problèmes financiers pendant un temps, comme il en avait eu quelques années plus tôt à Montmartre.

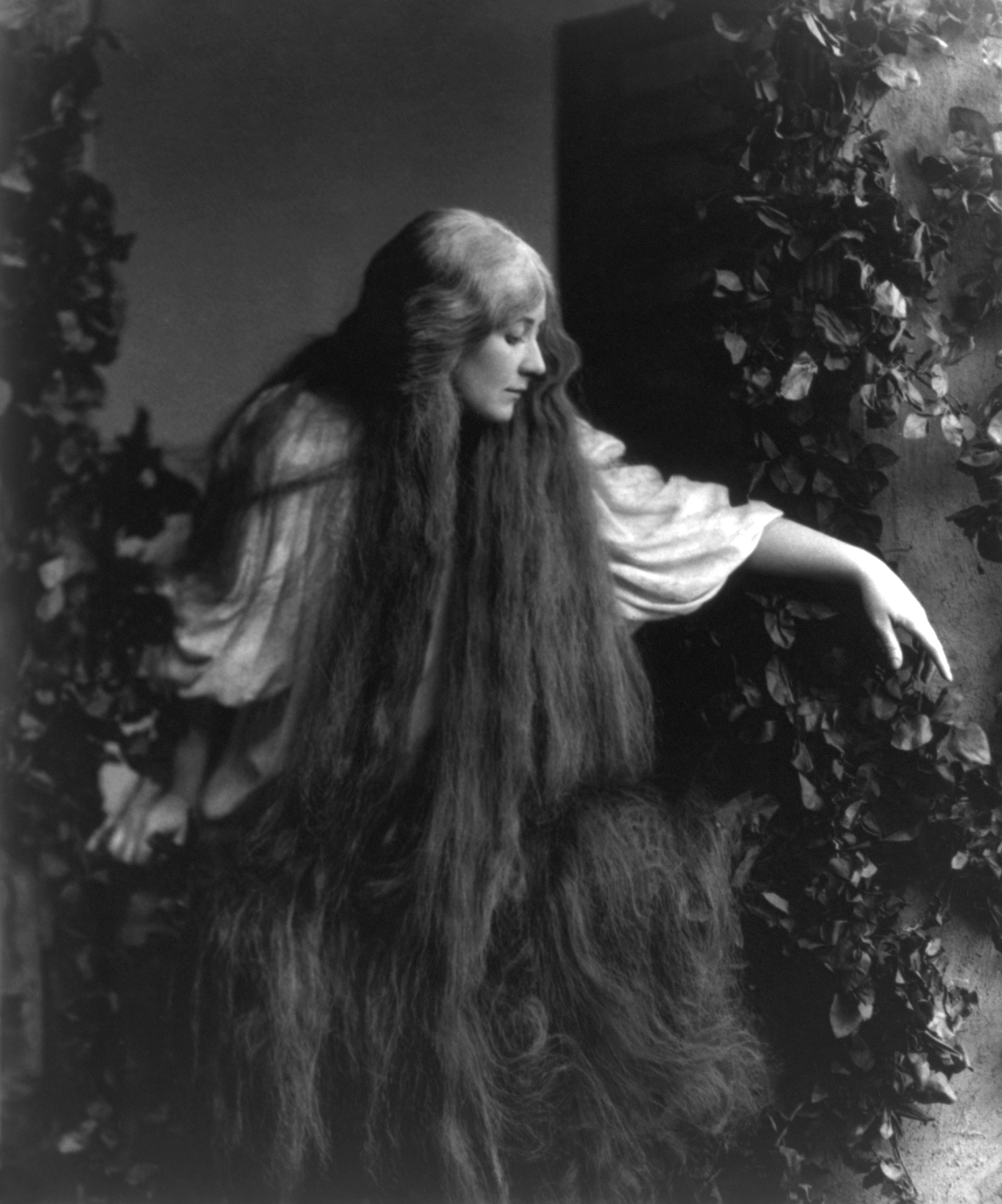
Mary Garden dans Pelléas et Mélisande le 4 avril 1908.

Et pourtant, durant les préparations de la représentation, des incidents se produisirent qui auraient pu en faire un échec cuisant ; Debussy avait reçu l’autorisation de Maeterlinck d’utiliser son livret à la seule condition que sa compagne, Georgette Leblanc (sœur de Maurice Leblanc, l’auteur des aventures d’Arsène Lupin), chante le rôle de Mélisande. Mais l’Opéra-comique et le compositeur accordèrent le rôle à Mary Garden, une jeune soprano américano-écossaise. Debussy ne pouvait s’y tromper : dotée d'un visage préraphaélite[non neutre], Mary Garden était incontestablement l’interprète idéale, au sens premier du mot, de l’héroïne de Maeterlinck. Il n’est pas jusqu’à sa pointe d’accent anglais qui ne contribuât à lui donner dans ce rôle, selon un critique du temps, réellement « l’air d’un oiseau qui n’était pas d’ici », selon les mots mêmes du livret. Malheureusement, le librettiste prit très mal l’éviction de Georgette Leblanc et faillit même, selon plusieurs témoignages, provoquer Debussy en duel. Et le 14 avril 1902, à la veille de la première, Maeterlinck, confiait dans une entrevue au Figaro : « Le Pelléas en question est une œuvre qui m’est devenue étrangère, presque ennemie ; et, dépouillé ainsi de tout contrôle sur mon œuvre, j’en suis réduit à souhaiter que sa chute soit prompte et retentissante… ». Octave Mirbeau, qui avait lancé Maeterlinck en 1890, eut le plus grand mal à calmer sa colère et dut, très diplomatiquement, partager son admiration entre le poète et le compositeur. Il s’ensuivit également des tentatives de sabotage, telle la dégradation de parties orchestrales sur les partitions durant les répétitions, rendant impossible l’identification des bémols ou des dièses.
D’autres événements extérieurs eurent lieu. Ainsi, peu de jours avant la première, Claude Debussy dut composer de longs interludes orchestraux, car on constata que les temps nécessaires aux changements de scènes et de décors, tels qu’écrits dans la partition, n’étaient pas suffisants. Pour couronner le tout, des pamphlets contre l’ouvrage furent même distribués à l’entrée par des détracteurs. Le jour de la répétition générale, on put lire un livret intitulé Pédéraste et Médisante,. Néanmoins, Pelléas et Mélisande assit définitivement la réputation de Debussy et ce, sur un plan international. L’opéra fut joué, entre autres, à Londres et à New York.

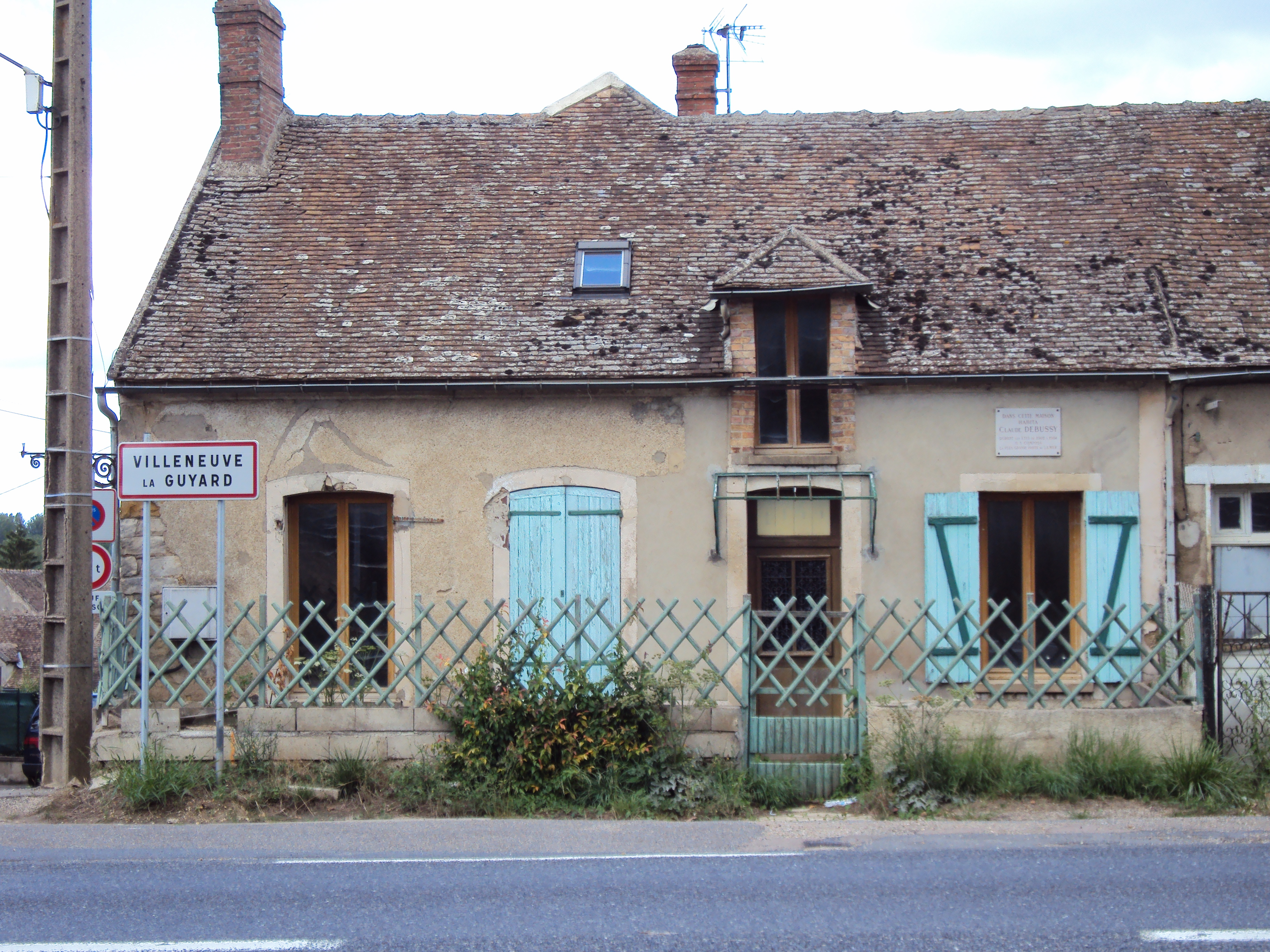
Maison où habitait Claude Debussy durant les étés de 1902 à 1904 (Villeneuve-la-Guyard).

Entre-temps, Debussy se sépare de Gabrielle Dupont pour épouser, avec Erik Satie, Pierre Louÿs et Lucien Fontayne pour témoins, le 19 octobre 1899, à Paris 17e,, Marie-Rosalie dite Lilly Texier, mannequin dans la maison de haute couture ses sœurs Callot, rue Taibout, qu’il avait rencontrée pour la première fois quelques mois plus tôt,. Il écrit à son propos : « Elle est incroyablement juste et jolie, comme un personnage d’une vieille légende (…) Elle n’a pas grand-chose en haut ». La dédicace à « Sirènes » de ses Nocturnes se lit comme suit :

« Ce manuscrit appartient à ma petite Lilly-Lilo. Tous droits réservés. C’est la preuve de la joie profonde et passionnée que je ressens d’être son mari. »

À partir de 1901, ils passent trois étés près des parents de Lilly qui habitent à Bichain, un hameau de Villeneuve-La-Guyard dans l'Yonne. Le 18 septembre 1903, il écrit à son éditeur Jacques Durand « Je travaille à La Mer… Si Dieu veut bien être gentil avec moi, ce sera bien avancé à mon retour ». La maison où il habita est toujours visible le long de la D606 à 80 km au sud de Paris. Cette maison, acquise en 2004 par la municipalité, est réhabilitée en musée à l'initiative de l'association Les Amis de Claude Debussy à Bichain,,.
En 1901, Claude Debussy crée le personnage de Monsieur Croche dans le cadre de son activité de critique, qu’il débute au mois d'avril. À cette époque, sollicité par les fondateurs de La Revue blanche, qui paraît depuis 1891 et qui donne son point de vue sur l’actualité musicale parisienne, Debussy accepte l’offre. Dans ces textes, il n'épargne ni Gluck, ni Berlioz, ni Saint-Saëns, ni les véristes italiens. Il se montre toujours détracteur de Wagner mais admirateur inconditionnel de Rameau, Weber et Moussorgsky.

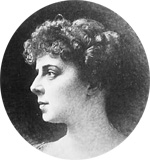
Portrait d'Emma Debussy dite Emma Bardac.

Quatre ans plus tard, il rencontre Emma Bardac, nièce du mécène Daniel Osiris-Iffla et épouse du banquier Sigismond Bardac, grand collectionneur d'art comme son frère Joseph (les deux hommes sont cités par René Gimpel dans son Journal en février 1918), qui avait auparavant été l'égérie et la maîtresse de Gabriel Fauré, et avec qui il entame une nouvelle relation, délaissant alors son épouse.
Cette rupture pousse cette dernière, la veille de leur anniversaire de mariage, à une tentative de suicide d’une balle dans la poitrine, à laquelle elle survit mais la balle reste logée dans ses vertèbres jusqu'à la fin de sa vie, en 1932. Debussy ne lui rend pas visite à la clinique. L’affaire fait scandale, Debussy est fermement critiqué pour son attitude dans cette histoire, même par des amis proches. Certains des amis du couple ouvrent une souscription pour la convalescente et l'installent à Paris à l'Hôtel Américain, avenue de Friedland, puis avenue de Villiers où elle mourra en 1932.
Debussy et Emma quittent Paris pour se réfugier un temps en Angleterre. Debussy obtient le divorce le 2 août 1905, où il est tenu de verser une pension de 400 francs et une rente viagère à son ex-épouse, sommes qu'il arrête de verser en 1910 mais il est condamné six ans plus tard à verser 30 000 francs,. Il se marie avec Emma Bardac le 20 janvier 1908.
Dans son Journal littéraire à la date du 24 juin 1908, Paul Léautaud avance que La femme nue, pièce d'Henry Bataille créée le 27 février 1908 au théâtre de la Renaissance, serait inspirée de l'affaire Lilly, ; seules les initiales sont indiquées.
Le 30 octobre 1905, Emma et Claude Debussy ont une fille, Claude-Emma Debussy, surnommée Chouchou, à qui il dédie sa suite pour piano Children’s Corner, composée entre 1906 et 1908. L’album que Claude Debussy lui consacre porte cette dédicace : « À ma très chère Chouchou… avec les tendres excuses de son père pour ce qui va suivre ». Après la mort de Debussy, le pianiste Alfred Cortot jouera ces morceaux en sa présence. Elle aurait alors déclaré : « Papa écoutait davantage ».
À la suite du mariage, l'oncle Osiris déshérite sa nièce Emma en la retirant de son testament. Au bout de quelque temps, il apparaît que celle-ci ne rend pas Debussy heureux dans son ménage. L'artiste lyrique Mary Garden écrit plus tard à propos du compositeur : « Honnêtement, je ne sais pas si Debussy a vraiment aimé quelqu’un. Il aimait sa musique – et peut-être lui-même. Je pense qu’il était enveloppé dans son génie… C’était un homme très, très étrange ».
Au début du XXe siècle, et pour assurer l’aisance de son foyer, Debussy diversifie quelque peu ses activités. Outre son activité de critique musical, il collabore avec Diaghilev et Bakst, sur une idée de Nijinsky, lors de la création du ballet Jeux qui ne connait pas le succès. Parmi ses nouvelles rencontres, on peut souligner une amitié avec Igor Stravinsky, encore jeune homme. Il met en musique certains poèmes de l’écrivain français Paul Bourget (Romance, Paysage sentimental). Il suscite la controverse, admiré ou haï ; une enquête est faite en 1909, demandant aux personnes si elles pensent qu’il va faire école.
Lié à Louis Laloy, il compose en 1907, chez lui à Rahon (Jura), et lui dédie, la deuxième Image pour piano, Les Cloches à travers les feuilles, œuvre inspirée par celles du clocher du village,, alors que Laloy lui écrit l'Ode à la France.
Cet ami, Louis Laloy, est aussi son premier biographe : il publie, en 1909, aux Éditions aux Armes de France; l’ouvrage Debussy.

### Dernières années
Vers 1910, la Faculté de médecine diagnostique chez Debussy un cancer du rectum. Sa santé se détériore rapidement et ses souffrances sont de plus en plus difficiles à supporter, surtout la dernière année de sa vie. Il ne sort alors plus que très rarement et achève ses dernières œuvres.

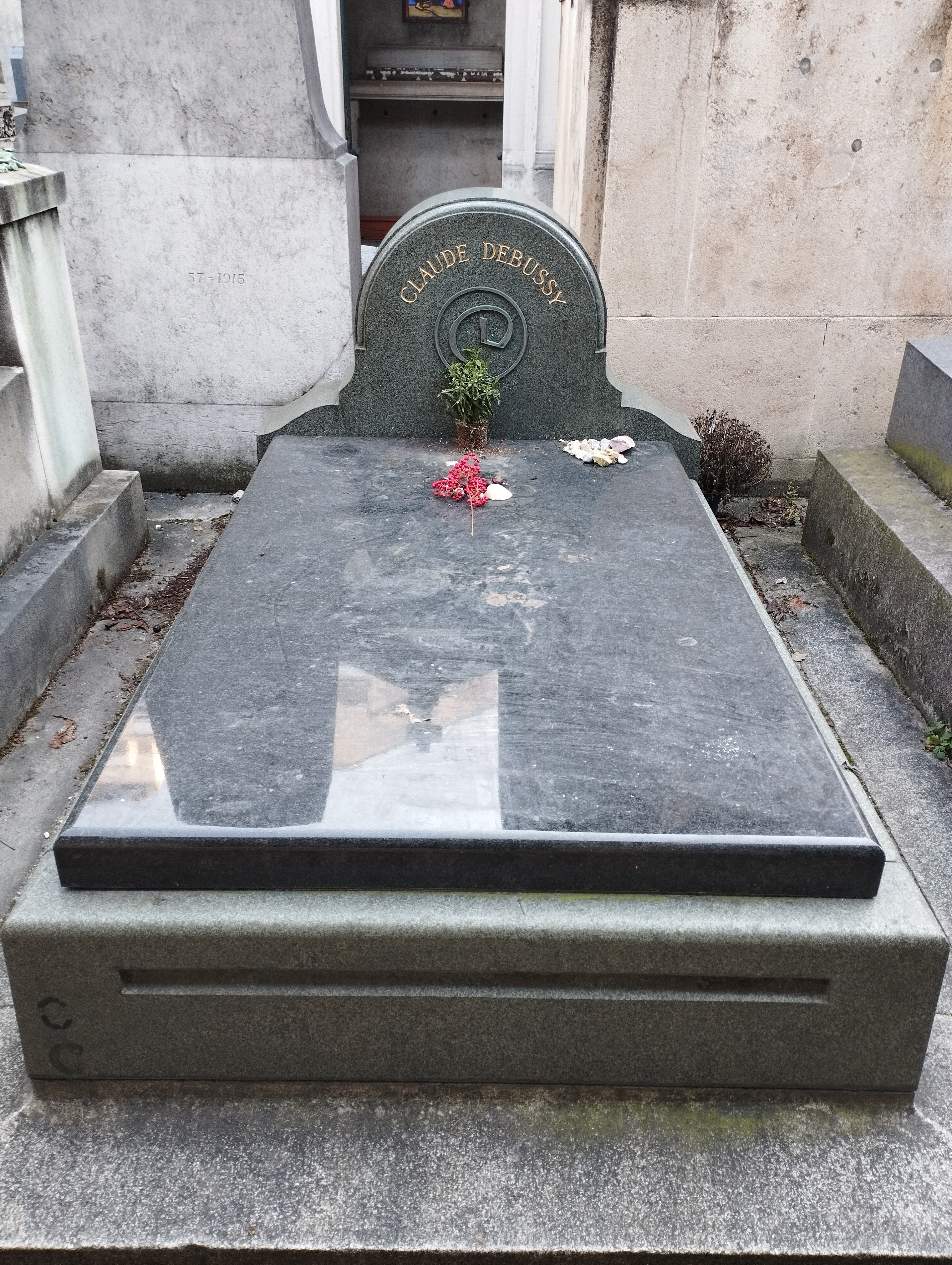
Tombe de Claude Debussy au cimetière de Passy (division 14).

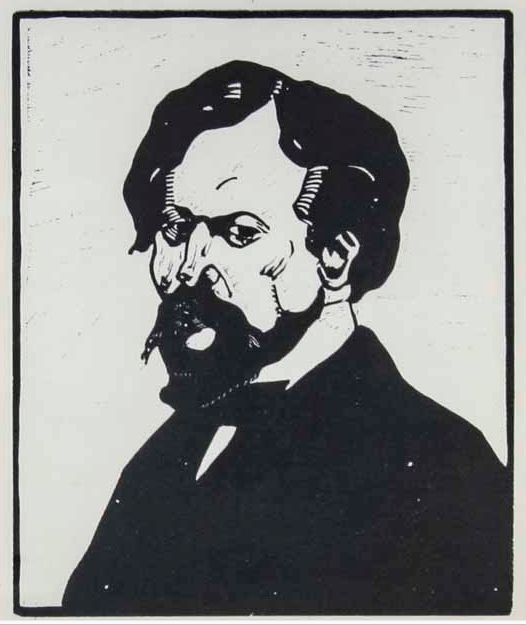
Claude Debussy (1920), vu par Jean-Paul Dubray.

Pourtant, il accepte enfin de se rendre en Russie. Il fait une tournée en novembre 1913 à Saint-Pétersbourg. Comme beaucoup de musiciens et de personnalités de l’époque, il descend à l’hôtel Europe, au coin de la perspective Nevsky et en face de l’Assemblée de la Noblesse, où se tiennent ses concerts. La mauvaise santé du compositeur rend ce voyage éprouvant. Il est fatigué par les répétitions ; aux concerts il lui arrive de pleurer à l’entracte. Ses représentations sont couronnées de succès, toute la société mélomane de la capitale lui rend hommage. Il est invité à une soirée d’hommage par la revue Apollon, où Serge Prokofiev se met au piano pour Debussy qui le remercie. Il rencontre aussi pendant ce voyage son amour d’antan, la fille des von Meck, Sonia, devenue princesse Galitzine. « Il me semble que nous avons bien changé », lui dit-elle. « Oh non, Madame, nous n’avons pas changé, c’est le temps qui a changé. Nous sommes restés comme avant », lui répond-il.

### Mort
C'est le 25 mars 1918, au 24 square du Bois-de-Boulogne, que Claude Debussy s'éteint. Il est d’abord inhumé au cimetière du Père Lachaise, sans discours et sous les tirs d’obus des Pariser Kanonen. Claude Debussy repose désormais au cimetière de Passy (division 14), dans le 16e arrondissement.
Son épouse déménage dans sa dernière résidence au 24 rue Vineuse, située près du cimetière où elle rend visite à son époux. Emma Debussy revient plusieurs fois seule à Saint-Jean-de-Luz où son époux et elle avaient passé leurs dernières vacances. Sa correspondance montre sa dépendance envers d’autres musiciens pour aider à maintenir la musique de son mari en vie après sa mort.
Sa fille Chouchou meurt de la diphtérie le 14 juillet 1919 ; elle est enterrée aux côtés de son père. Emma, morte en 1934, est également enterrée à leurs côtés. Les noms de son épouse et de sa fille sont inscrits au dos de la stèle.
Raoul Bardac hérite du piano Blüthner de Debussy, son beau-père, et l'emporte à Meyssac lorsqu'il s'y retire ; ce piano est ensuite acquis par le musée Labenche de Brive-la-Gaillarde en 1989. Sa sœur, Hélène Bardac devenue madame Gaston de Tinan, sera jusqu'à sa mort en 1985, l'ayant-droit de l’œuvre de Debussy.

## Caractéristiques de l’œuvre
Plus encore que les romantiques, Debussy marque une rupture avec la forme classique, bien que la perfection formelle et le sens de l’unité qui structurent ses compositions en fassent, d’une certaine manière, un « classique ». Sa musique se distingue en effet par une architecture secrète, mais souveraine : inspirée parfois des musiques orientales, elle anticipe tantôt le jazz, tantôt la musique contemporaine, mais n’exprime souvent que son propre mystère. Les thèmes sont épars, disséminés, les recherches harmoniques audacieuses, les nuances infinies et les rythmes complexes. Le discours musical debussyste donne globalement l’impression d’être à la fois logique et imprévisible et d’obéir à une rationalité imparable, mais inconnue, à une « arithmétique occulte ». Ses œuvres sont de prime abord sensorielles, elles visent à éveiller chez l’auditeur des sensations particulières en traduisant en musique des images et des impressions précises. Les titres évocateurs de ses pièces illustrent d’ailleurs assez bien cette ambition, même s’ils ne sont qu’indicatifs et ne constituent pas de « programme » : Des pas sur la neige, La Fille aux cheveux de lin, Ce qu’a vu le vent d’Ouest, La Cathédrale engloutie, etc. (Préludes). Il substitue de cette manière les couleurs aux notes (et préfigure ainsi ce kaléidoscope de timbres que la Seconde école de Vienne appellera klangfarbenmelodie) : il n’est qu’à écouter Arturo Benedetti Michelangeli, Walter Gieseking ou Claudio Arrau pour accéder à cette synesthésie. Ainsi, même s’il est difficile de le rattacher à un courant artistique, on le qualifie généralement d’« impressionniste », étiquette qu’il n’a lui-même jamais revendiquée et qui est plutôt abandonnée aujourd’hui.
Ces Préludes, « avant-propos éternel d’un propos qui jamais n'adviendra » (Vladimir Jankélévitch), illustrent plutôt une conception nouvelle du temps et de l’espace musical, qui transcende les catégories esthétiques connues jusqu’alors, et s’affranchit précocement aussi bien du post-romantisme que d’un impressionnisme strictement décoratif. Alberto Savinio moquera Debussy « et son oreille molle d’animal marin », mais c’est bien une construction forte et précise qui informe les œuvres de ce compositeur, dont la pensée musicale intempestive constitue, pour reprendre une formule de Friedrich Nietzsche, « un événement européen ». La mobilité et l’imprévisibilité permanentes du discours musical sont des caractéristiques essentielles de l’esthétique debussyste, et non le signe d’un quelconque vice de forme : « à la limite tout est transition », écrit à ce propos Harry Halbreich. On pourrait dès lors rattacher cette révolution artistique à une énergie spirituelle nouvelle : une fragmentation, une dissolution et une dispersion des données de la conscience, toutes choses qui nous dirigeraient vers l’idée bergsonienne d’une hétérogénéité du temps à l’espace, dont l’œuvre de Proust est, en littérature, l’exemple le plus frappant (Richard Wagner faisait déjà dire à Parsifal : « Ici, le temps devient espace »). Sans aller jusqu’à établir des parallèles historiques (la modernité et sa marche accélérée), ou scientifiques (la physique quantique et sa liquidation de la temporalité linéaire), il est certain que les forces d’apesanteur et de déracinement qui singularisent la musique de Debussy, et qu’on pourrait croire produites par une évaporation et une relativisation des structures architectoniques de la partition, sont en réalité partie intégrante de l’économie générale de son œuvre, et contribuent à l’expression d’une vision du monde dont la portée est d’une profondeur incommensurable à la seule analyse esthétique. Si bien que la musique de Debussy est tout sauf atmosphérique, et porte en elle une force d’expression et une forme de beauté radicalement neuves et singulièrement puissantes. Comme Nietzsche disait que « les Grecs étaient superficiels par profondeur », l’œuvre de Debussy est légère par gravité : on peut la taxer d’impressionniste, de symboliste, de fauviste ou de pointilliste, pourvu qu’on n’entende pas par là une configuration arbitraire des formes, mais une voie d’accès à l’être même des choses et comme la possibilité d’ouverture d’une porte étroite sur la vérité du monde. Le style, disait aussi Marcel Proust, est affaire non de technique, mais de vision.[style à revoir]
De caractère non conformiste et créateur iconoclaste, Debussy n’aura ainsi pas eu de réels devanciers ni de successeurs proclamés, mais il doit beaucoup à la musique de Wagner qu’il raillait constamment, et tout un pan de la musique du XXe siècle lui est à son tour redevable. Son innovation principale réside dans le refus du développement et de la forme-sonate de type A-B-A’ qui malgré les variations et les innovations que lui auront apportées entre autres Beethoven, Brahms et Bruckner, contraint le compositeur à avancer selon un schéma fixe et prédéfini (« Au secours ! Il va développer ! », est le cri d’alarme parfois attribué au Debussy auditeur de concert). Mais, du même coup, Debussy affronte plus qu’aucun autre la liberté absolue du créateur fixant lui-même les règles de l’œuvre qu’il invente. C’est en cela qu’il appartient indéniablement à ce XXe siècle qui commence avec lui plus qu’avec Wagner, dont le Tristan et Isolde était selon ses propres mots « un beau coucher de soleil que l’on a pris pour une aurore ». Il est cependant remarquable que Debussy, fidèle comme Baudelaire « aux nuages qui passent, aux merveilleux nuages » (Nocturnes), n’adopte jamais de formules figées ou de système de composition arbitraire, comme ce sera par ailleurs le cas dans le sérialisme de Schoenberg, tout en construisant des œuvres d’une extraordinaire cohérence interne (Jeux, son œuvre la plus audacieuse est le point d’aboutissement de cette révolution formelle). Cette esthétique est si novatrice qu’elle suscite des controverses entre debussystes et anti-debussystes.
Il aura aussi trouvé dans une attention scrupuleuse aux mille échos physiques et poétiques des sonorités et dans la transgression de la rhétorique musicale traditionnelle, une expressivité unique et une forme de sensualité qui ne débouchent sur aucun hermétisme ni aucun intellectualisme (Prélude à l’après-midi d’un faune). Alors qu’auparavant la mélodie et le déroulement « horizontal » de la musique primaient sur tout autre paramètre, Debussy accorde au timbre de chaque instrument un rôle dramatique en soi : avec lui, le son lui-même prend du sens, et non plus seulement l’architecture globale de l’œuvre. Cette modification constitue une révolution dans l’attitude mentale européenne qui identifie généralement la beauté à l’élaboration raisonnée d’un travail construit, d’où toute improvisation est impitoyablement bannie. Et si la musique de Debussy est tout sauf improvisée, elle peut néanmoins donner ce sentiment jusque dans ses œuvres les plus savantes, comme les Études, où l’exploration systématique de la technique pianistique se conjugue pourtant magiquement au sentiment de la plus totale liberté. Dans son unique opéra achevé, Pelléas et Mélisande, peut-être son chef-d’œuvre, il parvient à exprimer l’inexprimable avec des « correspondances mystérieuses entre la Nature et l’Imagination » et créer un climat « d’inquiétante étrangeté » à travers un lyrisme réinventé (taxé parfois d’anti-lyrisme) et une temporalité fondée sur le vécu intérieur de la conscience, sans que l’on puisse pour autant parler de « drame psychologique » : comme l’écrit Jerry Fodor, « c’est un opéra dans lequel tout est mystérieux parce que rien n’est caché ».

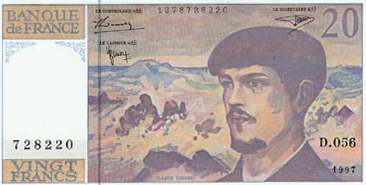
Billet de 20 francs à l'effigie de Debussy émis par la Banque de France entre 1981 et 2001.

Son génie de l’orchestration et son attention aiguë aux couleurs instrumentales font de Debussy le digne héritier de Berlioz et l’égal au moins de son contemporain Ravel. Mais surtout, son art de l’instantané qui « fixe des vertiges » (Images pour orchestre) et s’affranchit de la logique rationnelle au profit d’un « dérèglement de tous les sens » (L’Isle joyeuse), jusqu’à adopter le point de vue de l’enfant « amoureux de cartes et d’estampes » (Estampes), font de lui un frère spirituel de Baudelaire et de Rimbaud, mais aussi de Verlaine : « De la musique avant toute chose/Et pour cela préfère l’Impair/Plus vague et plus soluble dans l’air,/Sans rien en lui qui pèse ou qui pose. » La rupture que Debussy instaure volontairement entre le goût classique, dont musiciens et mélomanes possèdent les codes, et la musique nouvelle qu’il défend, est l’une des racines du divorce partiel entre le public et la musique contemporaine. D’une audace imprévisible, mais d’une sûreté de goût absolue, harmoniste inclassable et dramaturge subtil, Debussy est comme Rameau auquel il a rendu hommage dans ses Images pour piano, un compositeur d’esprit très français (il signait d’ailleurs certaines de ses partitions Claude de France). Mais grâce à la révolution qu’il opère dans l’histoire de la musique, à travers les ponts qu’il lance en direction des autres arts et des multiples sensations qu’ils éveillent (les sons et les parfums, les mots et les couleurs), il fait accéder sans doute mieux qu’aucun autre la musique française à l’universalité : celle du corps, de la nature et de l’espace. À ce titre, le chef d’orchestre Sergiu Celibidache qui, par le recours à la phénoménologie de la musique, a su restituer les sonorités de l’orchestre telles qu’elles nous parviennent, indépendamment des cadres d’analyse hérités et des formules apprises, a contribué peut-être mieux que quiconque à dévoiler la puissance émotionnelle brute que contiennent les plus belles pages de Debussy (dont La Mer, « Bible musicale française » selon lui). Messiaen, Takemitsu, Dutilleux et de nombreuses figures incontournables de la musique du XXe siècle reconnurent en Debussy si ce n’est leur maître commun, du moins celui grâce auquel la musique occidentale tout entière pouvait connaître une nouvelle et magistrale Renaissance.

## Œuvre
Claude Debussy laisse 227 œuvres musicales.

### Compositions

#### Piano
- 1888-1889 : Petite Suite, pour piano à 4 mains
- 1888-1891 : Arabesques
- 1890 : Marche écossaise sur un thème populaire, pour piano à 4 mains
- 1890-1905 : Suite bergamasque
- 1903 : Estampes
- 1904 : Masques
- 1904 : L’Isle joyeuse
- 1905 : Images - Livre I
- 1906-1908 : Children’s Corner
- 1907 : Images - Livre II
- 1909-1912 : Préludes
- 1914-1915 : Six épigraphes antiques, pour piano à 4 mains
- 1915 : En blanc et noir, pour 2 pianos à 4 mains
- 1915 : Études

#### Musique de chambre
- 1893 : Quatuor à cordes en sol mineur
- 1904 : Danse sacrée et danse profane, pour harpe et orchestre à cordes
- 1913 : Syrinx, pour flûte traversière
- 1915 : Sonate pour violoncelle et piano
- 1915 : Sonate pour flûte, alto et harpe
- 1916-1917 : Sonate pour violon et piano

#### Orchestre
- 1892-1894 : Prélude à l'Après-midi d'un faune
- 1897-1899 : Nocturnes
- 1903-1905 : La Mer
- 1905-1912 : Images pour orchestre
- 1909-1910 : Rhapsodie pour clarinette et orchestre

#### Ballets
- 1912 : Jeux
- 1913 : La Boîte à joujoux

#### Œuvres lyriques
- 1884 : L’Enfant prodigue. cantate sacrée sur un livret d’Édouard Guinand.
- 1888 : La Damoiselle élue : « La damoiselle élue s’appuyait Sur la barrière du Ciel », cantate sur le poème La Damoiselle élue de Dante Gabriel Rossetti (orchestrée en 1902).
- 1893-1902 : Pelléas et Mélisande, drame lyrique en cinq actes sur un livret de Maurice Maeterlinck.
- 1908-1916 : La Chute de la maison Usher[n 4],[97],[98] et Le Diable dans le beffroi, deux opéras (inachevés) en un acte, d’après Edgar Allan Poe traduit par Charles Baudelaire.
- 1911 : Le Martyre de saint Sébastien, mystère en cinq actes sur un livret de Gabriele D’Annunzio.

#### Mélodies
- 1888 : Ariettes oubliées d’après Verlaine
- 1887-1889 : Cinq poèmes de Charles Baudelaire
- 1891 : Fêtes galantes (premier recueil) d’après Verlaine
- 1891 : Trois mélodies d’après Verlaine
- 1897-1899 : Trois chansons de Bilitis d’après Pierre Louÿs
- 1904 : Fêtes galantes (second recueil) d’après Verlaine
- 1904 : Trois Chansons de France d’après Charles d’Orléans et Tristan L’Hermite
- 1898/1908 : Trois Chansons de Charles d'Orléans
- 1904-1910 : Le Promenoir des deux amants d’après Tristan L'Hermite
- 1910-1911 : Trois ballades de François Villon
- 1913 : Trois poèmes de Stéphane Mallarmé
- 1915 : Noël des enfants qui n'ont plus de maison

### Écrits
- Claude Debussy, Monsieur Croche et autres écrits, Paris, Éditions Gallimard, coll. « L'Imaginaire », 1987, 361 p. (ISBN 2-07-071107-2, lire en ligne) [édition, avec introduction et notes, par François Lesure de l'œuvre critique de Debussy (articles publiés de 1901 à 1917). La première édition date de 1971].
- Claude Debussy, Correspondance, annotée par Paul-Jean Toulet, Paris, Éditions du Sandre, 2005 (ISBN 2-914958-20-X)[99].
- Claude Debussy, Correspondance 1872-1918, édition établie par François Lesure et Denis Herlin, Paris, Gallimard, 2005 (ISBN 2070772551)[n 5].
- Maurice Ravel, L'intégrale : Correspondance (1895-1937), écrits et entretiens : édition établie, présentée et annotée par Manuel Cornejo, Paris, Le Passeur Éditeur, 2018, 1769 p. (ISBN 978-2-36890-577-7 et 2-36890-577-4, BNF 45607052) Contient 4 correspondances de Claude Debussy à Maurice Ravel de 1901-1904 (n°17, 19, 21, 53)

## Distinctions
- 1884 : grand prix de Rome[100].
- 13 janvier 1903 :  Chevalier de la Légion d'honneur[101].

## Postérité

### Musée
La maison natale du compositeur, qui se trouve au 38 rue au Pain à Saint-Germain-en-Laye, est devenue un musée depuis 1990. Elle présente un certain nombre de souvenirs autour de Claude Debussy et organise régulièrement des concerts.
La maison de vacances de Claude et Lily à Villeneuve-la-Guyard est en rénovation pour un projet d'ouverture au public et permettre d'organiser des expositions et concerts.

### En musique
Deux ans après la mort de Claude Debussy, Henry Prunières, directeur de la Revue musicale, sollicite dix compositeurs afin de former un « hommage international à la mémoire de Debussy [qui] sera un véritable « monument » comme ceux que les poètes de la Renaissance élevaient aux artistes qu’ils avaient aimés » : le Tombeau de Claude Debussy est publié le 1er décembre 1920 et créé l'année suivante dans le cadre des concerts de la Société musicale indépendante.
En 1997, le compositeur roumain Serban Nichifor élabore le drame lyrique Claude Debussy sur un livret basé sur les lettres du grand compositeur français.

### Hommages
- Debussy est représenté sur le billet de 20 francs créé par la Banque de France le 9 août 1980 et mis en circulation à partir du 6 octobre 1981, valable jusqu'à l'apparition de l'euro.
- En 2002, la principauté de Monaco émet un timbre-poste à son effigie (pour le centenaire de Pelleas & Mélisande). Dessiné par Cyril de La Patellière, deux maquettes sont exposées au Musée Debussy de Saint-Germain en Laye.
- En astronomie, sont nommés en son honneur l'astéroïde (4492) Debussy[107], et, depuis 2010, le cratère mercurien Debussy[108], cratère qui donne également son nom à la région dans laquelle il se situe sur Mercure, le quadrangle de Debussy.
- Le 22 août 2013, Google, pour le 151e anniversaire de sa naissance, lui dédie un Doodle musical et animé[109] qui met en scène la pièce pour piano Clair de Lune[110], l'un de ses morceaux les plus connus[111].
- À Paris, le Collège Claude Debussy (75015), le jardin Claude-Debussy, la rue Claude-Debussy et le square Claude-Debussy inscrivent son nom dans la géographie de la capitale.
- En 1939, la poste a émis un timbre horizontal brun-lilas de 70c +10c le représentant.